# Vincent Bounoure
Vincent Bounoure (20. dubna 1928, Štrasburk – 15. ledna 1996 Paříž) byl teoretik, básník, etnograf a sběratel původního umění Oceánie.

## Život
Vincent Bounoure byl v kontaktu se surrealismem od roku 1953. Roku 1955 vstoupil do surrealistické skupiny v Paříži. Od té doby publikoval články v jejich revui Le Surréalisme même, (č.4, jaro 1958). Následně se podílel na všech časopisech a kolektivních vystoupeních Pařížské skupiny. Vincent Bounoure patřil mezi ty příslušníky hnutí, kteří v roce 1970 odmítli jeho likvidaci ve Francii (J.-L. Bédouin, J. Camacho, J. Benoit a další). Z jeho iniciativy se utvořila skupina, která v 70. letech 20. století vydávala BLS (Bulletin de liaison surréaliste (1970-1976) a poté byl editorem souboru esejů nazvaných La civilisation surréaliste (Payot, 1976 Paříž), a také editorem dvou čísel časopisu Surréalisme (Savelli, 1977 Paříž) v těsné spolupráci s československou surrealistickou skupinou. Vykonal studijní cestu do Oceánie, po níž publikoval obsáhlou etnografickou práci Visions d' Oceánie (Dapper,1992 Paříž), v níž se soustřeďoval na oceánské umění.

## Dílo
- 1963 Les pouvoirs perdus, La Brèche, č. 5
- 1963 Envers l'ombre, Edition surréalistes, Paříž
- 1967 Talismans (s Jorgem Camachem),Edition surréalistes, Paříž
- 1967 La peinture américaine, Rencontre, Lausanne
- 1970 Les vitriers (s Jorgem Camachem, Georges Visat, Paříž
- 1972 Le thème de la contradiction chez Magritte, L'Oeil, Paříž
- 1976 Le civilisation surréaliste (editor), Payot, Paříž
- 1976 Maisons (texty ke 14 litografiím Martina Stejskala), Collection du BLS, Paříž
- 1992 Visions d' Oceánie Dapper, Paříž
- 1999 Les anneaux de Maldoror, L'Écart absolu, Paříž
- 1999 Moments du surréalisme, L'Harmattan, Paříž